# Pesisir
Pesisir (també Batu Bahara Urung Pasisir) fou un dels estats de la confederació (urung) de Batoe Bahara a les Índies Orientals Holandeses. Tenia una superfície de 15 km² i estava situat a la costa oriental de Sumatra.